# 夏基松
夏基松（1925年—2018年2月9日），男，浙江杭州人，中国西方哲学史家，曾任南京大学教授、杭州大学教授、博士生导师。